# Musée de la mémoire de la Terre
Le musée de la mémoire de la Terre est un musée situé à Tataouine en Tunisie.

## Histoire
Le gouvernorat de Tataouine et l'Office national des mines décident de l'ouverture du musée de la mémoire de la Terre, inauguré en 2000. Une extension est programmée en 2016 pour en faire un musée de la géologie au sein du futur géoparc du Dahar,.

## Collection
Le musée possède une collection de météorites et de fossiles de dinosaures découverts dans la région. Des fragments du célèbre diogénite de Tataouine, qui a chuté le 27 juin 1931, y sont exposés.